# Special Olympics World Summer Games 1968
Die 1. Special Olympics World Summer Games fanden am 20. Juli 1968 in Chicago, Illinois, USA statt.

## Bezeichnung
Die offizielle Bezeichnung lautete damals International Games, ab 1991 wurde von Special Olympics World Summer Games und Special Olympics World Winter Games gesprochen.

## Geschichte
In den 1950er und frühen 1960er Jahren wurde Eunice Kennedy Shriver, einer Schwester von John F. Kennedy und Robert Kennedy, bewusst, wie unfair Menschen mit geistiger Beeinträchtigung behandelt wurden. Sie erfuhr, dass viele Kinder aus dieser Gruppe nicht einmal Platz zum Spielen hatten. Hintergrund ihres Interesses war die Beeinträchtigung von Kennedy-Shrivers Schwester Rosemary Kennedy.
1962 sprach sie mit einer Frau, die vergeblich versucht hatte, für die Ferien ein Sommercamp für ihr Kind mit geistiger Beeinträchtigung zu finden.
Im Juni 1962 veranstalteten Eunice Kennedy-Shriver und Sargent Shriver auf ihrem Landsitz in Maryland ein kostenloses Sommercamp für Kinder und Erwachsene mit geistiger Beeinträchtigung. Ihre Initiative beruhte auf der Überzeugung, dass diese sehr viel mehr sportliche Fähigkeiten besäßen als viele Experten glaubten. Eunice Kennedy-Shriver verfolgte vor allem das Ziel, den Familien und Nachbarn von Menschen mit geistiger Beeinträchtigung deren Fähigkeiten zu zeigen und ihnen Stolz auf deren Anstrengungen und Erfolge vermitteln. Auch in den folgenden drei Jahren wurde jeweils solch ein Camp Shriver durchgeführt.
Im Dezember 1962 nahm die Kennedy-Stiftung Special Olympics auf.
Das ganze Jahrzehnt über setzte sie ihre Pionierarbeit fort. Zum einen war sie die treibende Kraft hinter dem Gremium im Weißen Haus, das für Menschen mit geistiger Beeinträchtigung zuständig war, zum anderen war sie Präsidentin der Joseph P. Kennedy Jr. Foundation. Dieses Engagement verband sich mit der olympischen Idee und Bewegung. Die 1. Special Olympics World Summer Games fanden am 20. Juli 1968 in Chicago, Illinois, USA, als Kooperation zwischen der Kennedy-Stiftung und dem Chicago Park District statt. Letzterer ist der größte Verwalter öffentlicher Parks in den USA, ist für mehr als 600 von ihnen zuständig und organisiert dort auch im 21. Jahrhundert zahlreiche Aktivitäten in Zusammenarbeit mit Special Olympics.

## Austragungsorte und Sportarten

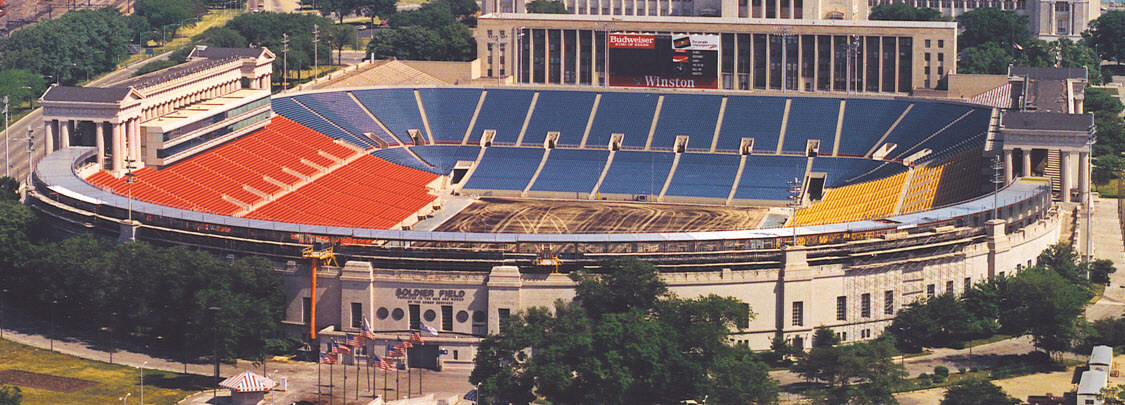
Soldier Field, 1988

Die Spiele wurden im Soldier-Field-Stadion in Chicago ausgetragen.
Es wurden drei Gruppen von Wettbewerben angeboten.
- Leichtathletik (Special Olympics), darunter Kurzstreckenläufe, Werfen und Weitsprung
- Schwimmen (Special Olympics), darunter 25-Meter-Streckenschwimmen
- Hockey

## Teilnehmer

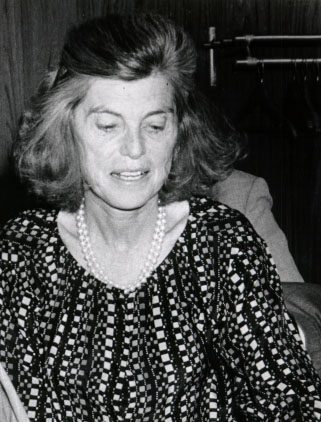
Eunice Kennedy-Schreiber, Gründerin von Special Olympics

Die Zahl der Teilnehmer wird in den Quellen mit 1.000 angegeben. Sie kamen aus 26 US-Bundesstaaten und aus Kanada. Unter den teilnehmenden Bundesstaaten waren Kansas,
Die Kennedy-Familie war bei den Spielen vertreten, unter anderem mit Eunice Kennedy-Shriver, der Gründerin von Special Olympics.

## Rituale
Bei der Eröffnungsfeier sprach Eunice Kennedy-Shriver erstmals den Eid, der die Basis aller folgenden Special-Olympics-Wettbewerbe werden sollte:

“Let me win, but if I cannot win,
let me be brave in the attempt.”

„Ich will gewinnen,
doch wenn ich nicht gewinnen kann,
so will ich mutig mein Bestes geben!“

## Finanzierung und Kooperationen
Die Finanzierung übernahm die Joseph P. Kennedy, Jr. Foundation (JPFK).
Coca Cola unterstützte die Spiele.

## Nachwirkung
Zum 50-jährigen Jubliäum kehrten die Spiele 2015 nach Los Angeles zurück.